# 南太田テレビ中継放送所
南太田テレビ中継放送所（みなみおおたテレビちゅうけいほうそうしょ、南太田中継局）は、神奈川県横浜市南区に置かれていたNHK単独のテレビ中継局。

## 中継局概要

### 地上アナログテレビジョン放送送信設備
| 放送局名    | チャンネル | 空中線電力        | ERP                | 放送対象地域 | 放送区域内世帯数 | 備考     |
| NHK東京教育 | 36         | 映像1W /音声250mW | 映像3.2W /音声790W | 全国         | 321世帯          | 垂直偏波 |
| NHK東京総合 | 44         | 映像1W /音声250mW | 映像3.1W /音声790W | 関東広域圏   | 321世帯          | 垂直偏波 |

- 置局住所： 横浜市南区井土ヶ谷下町215番1号（マルエツ井土ヶ谷店屋上）
- 2011年7月24日をもってすべて廃止された。地上デジタルテレビ放送は非該当である。